# 高本裕迅
高本 裕迅（こうもと ゆうじん、1953年2月16日 - ）は、日本の英語学者。専門は音声学、音韻論、言語習得論、英語教育。白百合女子大学文学部教授、日本英語音声学会理事、一般財団法人日本ラーニング・ラボラトリー教育センター理事。

## 人物
福岡県柳川市出身。父は英語学者の高本捨三郎（元明治学院大学教授） 。
シアトル大学を経て、上智大学卒業。一時期、テレビ会社に勤めた。 明治学院大学大学院博士課程修了。1999年度にはハワイ大学の客員研究員となり、現在は、白百合女子大学文学部英語英文学科の学科長と同大学院修士課程英語英文学専攻主任を務める。
NHK教育テレビ『新3か月トピック英会話』の講師等を経て、2012年度から2015年度まで、NHKラジオ第2放送の『基礎英語1』の講師。一般財団法人英語教育協議会（ELEC）の評議員や、日本「アジア英語」学会の理事、大学英語教育学会の研究企画委員を務めたこともある。趣味は、電子辞書を読むこと、音楽鑑賞、映画鑑賞、ジョギング。特技はベース。

## 著書
- 共著『英語音声指導ハンドブック』東京書籍、1995年4月。
- 共著『英会話 使い分け辞典 こんなとき、この表現』創拓社、1996年5月。
- 共著『NEW HORIZON English Course 1 ～ 3』東京書籍、1997年。
- 共著『英語学の諸相 牧野勤教授定年記念論文集』英潮社、1998年4月。
- 共著『コミュニケーション能力の育成を阻害する問題点を克服するための指導の開発に向けて』言語教育振興財団、2000年。
- 共著『NHK CD BOOK 基礎英語 American Adventure Story コースケの大脱走』日本放送出版協会、2000年1月1日。
- 共著『インターアクション 読解から発信へ Interactions -Read and Express Yourself-』三修社、2001年2月10日。
- 共著『応用言語学事典』研究社、2003年4月28日。
- 共著『NHKテレビ 英会話 トーク&トーク ここ一番 英語で話そう！ CD-ROM付き』日本放送出版協会、2003年7月。
- 共著『英語音声学活用辞典』日本英語音声学会、2004年6月。
- 『ダイアローグプラス 英語は覚えるだけじゃ話せない！ 英会話7つのコツ』旺文社、2007年9月。
- 共著『必携 英語発音指導マニュアル』北星堂書店、2009年12月18日。
- 『CD付 英会話 これが最後のやり直し！（DHCライブ講義シリーズ）』ディーエイチシー、2011年3月7日。
- 『NHK CD BOOK 基礎英語2 やさしい英語で楽しむストーリー』NHK出版、2011年4月14日。

### 語学番組テキスト
下記出演語学番組のテキスト（月ごとに1冊、NHK出版）

## 出演

### テレビ
- 英会話 トーク&トーク （NHK教育） - 講師

ここ一番 英語で話そう！ （2001年4月 - 9月）
英語タイヘン談で弱点克服 （2002年10月 - 2003年3月、再放送 2004年10月 - 2005年3月）
- 新3か月トピック英会話 （NHK教育） - 講師

ハワイでハッピーステイ ～チェリッシュの滞在型旅行英会話～ （2007年4月 - 6月、再放送 2008年1月 - 3月）

### ラジオ
- 基礎英語2 （NHKラジオ第2） - 講師

1998年4月 - 1999年3月
2008年4月 - 2009年3月
2009年4月 - 2010年3月
2010年4月 - 2011年3月
2011年4月 - 2012年3月
- 英会話中級 （2005年4月 - 9月、NHKラジオ第2） - 講師
- 英会話上級 （2005年10月 - 2006年3月、NHKラジオ第2） - 講師
- 英会話入門 （2006年4月 - 9月、NHKラジオ第2） - 講師
- 基礎英語1 （NHKラジオ第2） - 講師

2012年4月 - 2013年3月
2013年4月 - 2014年3月
2014年4月 - 2015年3月
2015年4月 - 2016年3月
- 全員集合！基礎英語 年末スペシャル・レッスン （2013年12月30日、NHKラジオ第2） - 講師
- 基礎英語スペシャル・レッスン （2014年12月31日、NHKラジオ第2） - 講師